# Таурет
Таурет (Таверет, Таурт, Туат, Туарт, Та-варет и Тауерет, у грч. Θουέρις (лат. Thoeris)) је египатска богиња трудница и порођаја, која понекад носи соларни диск и кравље рогове, као симбол рођења Сунца.
Египћанке су често носиле њену амајлију да би отерале зле духове и да би их заштитила на порођају.
Њено име значи »велика«.
Таурет има исте функције као и Бес и често се приказује са њим.
| X1 | G1 | G36 · D21 | X1 |

## Приказ
Таурет се приказује као нилски коњ, са лављим шапама и рецкастим репом на леђима.